# Acacia thozetiana
Acacia thozetiana é uma espécie de leguminosa do gênero Acacia, pertencente à família Fabaceae.